# Curtiss XP-19
Curtiss XP-19 là một loại máy bay tiêm kích cánh đơn được nghiên cứu năm 1930, nó có 1 động cơ Wright IV-1560. Dự án này bị hủy bỏ trước khi được chế tạo.